# Psylliodes instabilis
Psylliodes instabilis es una especie de insecto coleóptero de la familia Chrysomelidae.
Fue descrita científicamente en 1860 por Foudras.